# Dofus
Dofus je množično večigralska spletna igra igranja vlog (MMORPG), razvita pri francoskem podjetju Ankama Games. Igra je prevedena v več svetovnih jezikov. Po besedah ustvarjalcev ima 10 milijonov igralcev, od tega 1,5 milijona naročnikov plačljivih vsebin.

## Igranje
Dofus se odvija v »World of Twelve« oz. (slovensko »svetu dvanajstih«), imenuje pa se tako zato ker v Dofusu obstaja 12 različnih likov. Ob prvem igranju lahko vsak uporabnik izbere enega od teh likov. Na voljo je 200 stopenj, ki se lahko dosežejo s pobijanjem različnih bitij. Vsaka nova stopnja je nagrajena s 5 »charecteristic points« in enim "spell point", ki jih lahko igralec porabi na svojem liku in s tem postaja tudi vsak nivo vse močnejši. Igralni denar, ki se v igri uporablja, se imenuje »Kamas«. Z njim igralci kupujejo opremo.